# Нові міста Сінгапуру
Нові міста Сінгапуру – це сплановані автономні міста Сінгапуру. Кожне місто розраховане на розміщення до 300 000 мешканців. Нові міста Сінгапура поділяються на райони з відведеними зонами для житла, відпочинку та роботи. Інфраструктура в містах визначається Радою з питань житла та розвитку (HDB). Розвиток міст відбувається в тандемі з темпами будівництвом соціального житла в країні. В містах є вся необхідна інфраструктура: школи, супермаркети, парки, торгові центри, служби охорони здоров’я, спортивні та рекреаційні об’єкти. Кожне нове місто має кілька станцій швидкого громадського транспорту (MRT) та автобусних зупинок, які сполучають мешканців з іншими частинами країни. Деякі нові міста також доповнюються меншими лініями легкорейкового транспорту (LRT).

## Міста та земельні володіння
Станом на 2022 рік Сінгапур розділений на 24 міста та 3 житлові зони. 

### Міста
| Українською                     | Оригінальна Назва (Англійська/Малайська) | Китайська | Піньїнь         | Тамільська | Загальна площа (км2) | Житлова площа (км2) | Кількість житлових одиниць | Запланована кількість житлових одиниць | Населення |
| ------------------------------- | ---------------------------------------- | --------- | --------------- | ---------- | -------------------- | ------------------- | -------------------------- | -------------------------------------- | --------- |
| Анг Мо Кіо                      | Ang Mo Kio                               | 宏茂桥    | Hóngmàoqiáo     | ஆங் மோ கியோ    | 6.38                 | 2.83                | 50,726                     | 58,000                                 | 138,200   |
| Бедок                           | Bedok                                    | 勿洛      | Wùluò           | பிடோ         | 9.37                 | 4.18                | 62,816                     | 79,000                                 | 187,900   |
| Бішан                           | Bishan                                   | 碧山      | Bìshān          | பீஷான்        | 6.90                 | 1.72                | 20,072                     | 34,000                                 | 61,100    |
| Букіт Баток                     | Bukit Batok                              | 武吉巴督  | Wǔjíbādū        | புக்கிட் பாத்தோக்  | 7.85                 | 2.91                | 44,285                     | 54,000                                 | 121,400   |
| Букіт Мерах                     | Bukit Merah                              | 红山      | Hóngshān        | புக்கிட் மேரா    | 8.58                 | 3.12                | 54,227                     | 68,000                                 | 141,400   |
| Букіт Панджан                   | Bukit Panjang                            | 武吉班让  | Wǔjíbānràng     | புக்கிட் பாஞ்சாங்  | 4.89                 | 2.19                | 35,325                     | 44,000                                 | 118,900   |
| Чоа Чу Канг                     | Choa Chu Kang                            | 蔡厝港    | Càicuògǎng      | சுவா சூ காங்    | 5.83                 | 3.07                | 48,900                     | 62,000                                 | 167,200   |
| Клементі                        | Clementi                                 | 金文泰    | Jīnwéntài       | கிளிமெண்டி      | 4.12                 | 2.03                | 26,730                     | 39,000                                 | 69,500    |
| Ґейланг                         | Geylang                                  | 芽笼      | Yálóng          | கேலாங்        | 6.78                 | 2.14                | 30,892                     | 50,000                                 | 86,000    |
| Хоуганг                         | Hougang                                  | 后港      | Hòugǎng         | ஹவ்காங்       | 13.09                | 3.67                | 57,272                     | 72,000                                 | 179,700   |
| Джуронг Іст (Східний Джуронг)   | Jurong East                              | 裕廊东    | Yùlángdōng      | ஜூரோங்        | 3.84                 | 1.65                | 24,122                     | 31,000                                 | 75,400    |
| Джуронг Вест (Західний Джуронг) | Jurong West                              | 裕廊西    | Yùlángxī        | ஜூரோங்        | 9.87                 | 4.80                | 75,208                     | 94,000                                 | 253,800   |
| Калланг/Вампоа                  | Kallang/Whampoa                          | 加冷/黄浦 | Jiālĕng/Huángpǔ | காலாங்        | 7.99                 | 2.10                | 39,931                     | 57,000                                 | 105,200   |
| Пасір Ріс                       | Pasir Ris                                | 巴西立    | Bāxīlì          | பாசிர் ரிஸ்     | 6.01                 | 3.18                | 29,654                     | 44,000                                 | 106,600   |
| Пангол                          | Punggol                                  | 榜鹅      | Bǎng'é          | பொங்கோல்       | 9.57                 | 3.74                | 50,663                     | 96,000                                 | 146,900   |
| Квінстаун                       | Queenstown                               | 女皇镇    | Nǚhuángzhèn     | குவீன்ஸ்டவுன்    | 6.94                 | 2.10                | 33,164                     | 60,000                                 | 81,200    |
| Сембаванг                       | Sembawang                                | 三巴旺    | Sānbāwàng       | செம்பவாங்      | 7.08                 | 3.31                | 30,020                     | 65,000                                 | 81,500    |
| Сенканг                         | Sengkang                                 | 盛港      | Shènggǎng       | செங்காங்       | 10.55                | 3.97                | 69,196                     | 96,000                                 | 217,700   |
| Серангун                        | Serangoon                                | 实龙岗    | Shílónggāng     | சிராங்கூன்      | 7.37                 | 1.63                | 21,632                     | 30,000                                 | 66,800    |
| Тампінес                        | Tampines                                 | 淡滨尼    | Dànbīnní        | தெம்பினிஸ்      | 12.00                | 5.49                | 72,683                     | 110,000                                | 232,700   |
| Тенга                           | Tengah                                   | 登加      | Dēngjiā         | தெங்கா        | 7.0                  | –                   | –                          | –                                      | 10        |
| Тоа Пайо                        | Toa Payoh                                | 大巴窑    | Dàbāyáo         | தோ பாயோ       | 5.56                 | 2.48                | 39,737                     | 61,000                                 | 103,800   |
| Вудлендз                        | Woodlands                                | 兀兰      | Wùlán           | ஊட்லண்ட்ஸ்     | 11.98                | 4.80                | 69,900                     | 102,000                                | 243,300   |
| Ішун                            | Yishun                                   | 义顺      | Yìshùn          | யீஷூன்        | 7.78                 | 3.98                | 65,158                     | 84,000                                 | 198,500   |

### Житлові зони
| Українською     | Оригінальна Назва (Англійська/Малайська) | Мандарин   | Піньїнь         | Тамільська   | Загальна площа (км2) | Кількість житлових одиниць | Населення |
| --------------- | ---------------------------------------- | ---------- | --------------- | ------------ | -------------------- | -------------------------- | --------- |
| Букіт Тімах     | Bukit Timah                              | 武吉知马   | Wūjízhīmǎ       | புக்கித் திமா      | 17.53                | 2423                       | 8100      |
| Марін Перейд    | Marine Parade                            | 马林百列   | Mǎlínbǎiliè     | மரின் பரேட்      | 6.12                 | 6,537                      | 20 800    |
| Центральна Зона | Central Area                             | 中央商业区 | Xīnjiāpōzhōngqū | சிங்கப்பூர் மாவட்டம் | 17.84                | 12 571                     | 27 200    |